# Pedro Ruiz de Porras y Rohan
Pedro Ruiz de Porras y Rohan (Mallorca, 1762 - Trinidad, Cuba, 1826) va ser un militar. Fou fill de José Felipe Ruiz de Porras y Zacona i la gaditana Josefa Rohan y Salce. Es va casar amb Joaquina Martinez de Junquera y Vélez, també gaditana, el 1811, i en segones núpcies amb Encarnación Ferrer y Mármol el 1823.
Va ser Governador de Maracaibo (1811-1813), en substitució de Fernando Miyares que va ser nomenat Capità General de Veneçuela després de la insurrecció de Caracas. Un dels primers problemes que va haver d'afrontar va ser la rebel·lió de Maracaibo d'octubre de 1811 i febrer de 1812, que va saber resoldre tot i que va ser criticat per haver confiat la repressió judicial a l'Auditor General de Guerra de Venezuela, fugit de Caracas, José Vicente de Anca, que no hi tenia jurisdicció i es va sobrepassar per la seva crueltat.
A continuació va ser nomenat Governador de la província de Santa Marta (1813-1820), on també va vèncer la rebel·lió de gener de 1813, fins a la gran derrota de la batalla de la Ciénaga al 1820. Va ser ben considerat pels indígenes que el consideraven el seu aliat.
Encara va rebre el nomenament de Governador de l'Istme de Panama (1820-1821) i de Yucatan 1821, que no va arribar a exercir. Després de la pèrdua de les colònies el 1821 es va traslladar a Cuba, primer a la ciutat de L'Havana, i després a la de Trinidad, on va morir el 1826.